# إدوارد موراي إيست
إدوارد موراي إيست (بالإنجليزية: Edward Murray East) هو عالم وراثة أمريكي، ولد في 4 أكتوبر 1879 في إلينوي في الولايات المتحدة، وتوفي في 9 نوفمبر 1938 في بوسطن في الولايات المتحدة.

## وصلات خارجية
- إدوارد موراي إيست على موقع الموسوعة البريطانية (الإنجليزية)